# Tale e quale show - Il torneo (undicesima edizione)
L'undicesima edizione del talent show Tale e quale show - Il torneo (spin-off di Tale e quale show) è andata in onda il 18 novembre 2022 su Rai 1 in prima serata sempre con la conduzione di Carlo Conti.
L'edizione è stata vinta da Antonino Spadaccino, davanti a Valentina Persia e Andrea Dianetti e Gilles Rocca in ex aequo. 
A differenza delle precedenti edizioni, a causa di uno sciopero dei lavoratori della Rai, la puntata è stata registrata il 16 novembre 2022, motivo per cui non è stata trasmessa in diretta.

## Il programma
Questo spin-off prevede una gara fra dodici VIP. A sfidarsi sono stati i primi tre classificati della Categorie Uomini e le prime tre classificate della categoria Donne della dodicesima edizione del programma e i primi tre classificati delle Categorie Uomini e Donne dell'undicesima edizione del programma, impegnati nell'imitazione di personaggi celebri del mondo della canzone, attraverso la reinterpretazione dei brani di questi ultimi dal vivo. Al termine della serata sono stati sottoposti al giudizio di una giuria. Ogni giurato dichiara i suoi voti per ciascun concorrente, assegnando da cinque a quindici punti. Inoltre, ciascun concorrente in gara deve dare cinque punti ad uno dei concorrenti o a sé stesso, che si sommano a quelli assegnati dalla giuria, determinando così la classifica della puntata.

## Cast

### Concorrenti

#### Uomini
| Concorrente         | Edizione di provenienza | Posizione |
| ------------------- | ----------------------- | --------- |
| Gemelli di Guidonia | 11ª edizione            | 1º posto  |
| Pierpaolo Pretelli  | 11ª edizione            | 5º posto  |
| Dennis Fantina      | 11ª edizione            | 6º posto  |
| Antonino Spadaccino | 12ª edizione            | 1º posto  |
| Andrea Dianetti     | 12ª edizione            | 2º posto  |
| Gilles Rocca        | 12ª edizione            | 3º posto  |

#### Donne
| Concorrente       | Edizione di provenienza | Posizione |
| ----------------- | ----------------------- | --------- |
| Francesca Alotta  | 11ª edizione            | 2º posto  |
| Deborah Johnson   | 11ª edizione            | 3º posto  |
| Stefania Orlando  | 11ª edizione            | 7º posto  |
| Elena Ballerini   | 12ª edizione            | 4º posto  |
| Valentina Persia  | 12ª edizione            | 6º posto  |
| Rosalinda Cannavò | 12ª edizione            | 7º posto  |

### Giudici
La giuria è composta da:
- Loretta Goggi
- Cristiano Malgioglio
- Giorgio Panariello

#### Giudici ospiti
- Francesco Paolantoni e Gabriele Cirilli

### Coach
I coach dei concorrenti sono:
- Daniela Loi: vocal coach
- Matteo Becucci: vocal coach
- Maria Grazia Fontana: vocal coach
- Fabrizio Mainini: coreografo
- Emanuela Aureli: imitatrice
- Antonio Mezzancella: vocal coach
- Pinuccio Pirazzoli: direttore d'orchestra

## Puntata
L'undicesima edizione del torneo è andata in onda in un'unica puntata il 18 novembre 2022 ed è stata vinta da Antonino Spadaccino, che ha interpretato Marco Masini in Ci vorrebbe il mare.
| Ordine | Canzone e cantante imitato                  | Concorrente         | Punteggio | Panariello | Goggi | Malgioglio | Paolantoni e Cirilli | Concorrenti | Social | Bonus |
| ------ | ------------------------------------------- | ------------------- | --------- | ---------- | ----- | ---------- | -------------------- | ----------- | ------ | ----- |
| 9      | Ci vorrebbe il mare - Marco Masini          | Antonino Spadaccino | 71        | 16         | 16    | 16         | 13                   | 5           | -      | 5     |
| 12     | Dove sta Zazà - Gabriella Ferri             | Valentina Persia    | 68        | 14         | 14    | 14         | 16                   | 5           | -      | 5     |
| 3      | Zitti e buoni - Måneskin                    | Andrea Dianetti     | 64        | 13         | 15    | 11         | 14                   | 5           | 1      | 5     |
| 5      | Tutto il resto è noia - Franco Califano     | Gilles Rocca        | 64        | 11         | 13    | 10         | 15                   | 10          | -      | 5     |
| 2      | Gli uomini non cambiano - Mia Martini       | Francesca Alotta    | 52        | 15         | 9     | 15         | 8                    | 5           | -      | -     |
| 10     | The Best - Tina Turner                      | Deborah Johnson     | 49        | 9          | 11    | 13         | 11                   | 5           | -      | -     |
| 8      | Too Much Heaven - Bee Gees                  | Gemelli di Guidonia | 43        | 12         | 12    | 9          | 10                   | -           | -      | -     |
| 6      | Domenica - Achille Lauro                    | Pierpaolo Pretelli  | 43        | 6          | 6     | 12         | 9                    | 5           | 5      | -     |
| 4      | L'amore esiste - Francesca Michielin        | Rosalinda Cannavò   | 43        | 8          | 8     | 7          | 12                   | 5           | 3      | -     |
| 7      | Vacanze romane - Antonella Ruggiero         | Elena Ballerini     | 39        | 10         | 10    | 8          | 6                    | 5           | -      | -     |
| 11     | Cinque giorni - Michele Zarrillo            | Dennis Fantina      | 32        | 7          | 7     | 6          | 7                    | 5           | -      | -     |
| 1      | Nessuno mi può giudicare - Caterina Caselli | Stefania Orlando    | 25        | 5          | 5     | 5          | 5                    | 5           | -      | -     |

- Note: Ogni concorrente porta il proprio cavallo di battaglia con un brano differente rispetto alla prima esibizione.
- Giudici ospiti: Francesco Paolantoni e Gabriele Cirilli
- Ospiti: Alba Parietti e Drusilla Foer

## Cinque punti dei concorrenti
| Alotta    | Ballerini | Cannavò | Dianetti | Fantina | Gemelli di Guidonia | Johnson | Orlando  | Persia   | Pretelli | Rocca      | Spadaccino |
| --------- | --------- | ------- | -------- | ------- | ------------------- | ------- | -------- | -------- | -------- | ---------- | ---------- |
| Ballerini | Alotta    | Rocca   | Persia   | Johnson | Cannavò             | Fantina | Pretelli | Dianetti | Orlando  | Spadaccino | Rocca      |

## Punti Bonus della Giuria
Come nelle precedenti edizioni del torneo, anche in questa edizione la classifica finale è stata determinata dai punti guadagnati da ciascun concorrente, a cui si aggiungono altri 5 punti bonus assegnati da ogni giudice e dai coach a un concorrente a loro scelta, rispettivamente:
- Cristiano Malgioglio: Antonino Spadaccino
- Loretta Goggi: Andrea Dianetti
- Giorgio Panariello: Gilles Rocca
- Coach: Valentina Persia

## Tale e quale pop
Come nelle precedenti edizioni, in ogni puntata vi è uno spazio in cui vengono trasmessi video amatoriali inviati da telespettatori che si cimentano nell'imitazione canora di un personaggio del panorama musicale italiano o internazionale. I protagonisti dei migliori video sono stati invitati negli studi di Tale e quale show per partecipare come concorrenti alla terza edizione di Tali e quali, andata in onda dal 7 gennaio al 4 febbraio 2023 per cinque puntate di sabato.

## Ascolti
| Messa in onda    | Telespettatori | Share  |
| ---------------- | -------------- | ------ |
| 18 novembre 2022 | 4 780 000      | 28,70% |